# Тителски брег
Тителски брег је лесна зараван и брег у покрајини Војводини, на северу Србије. Налази се у југоисточној Бачкој (у регији Шајкашка), између градића Титела на југу, села Лок, Вилово и Шајкаш на југозападу, села Мошорин на северу и реке Тиса на истоку. Надморска висина му је 128 метара, а пружа се правцем северозапад-југоисток. Тителски брег је геоморфолошки, у ствари лесна зараван настала навејавањем леса током плеистоцена. Дугачка је 18 km, а широка око седам и по. Нагнута је ка југоистоку, а изнад Тисе се диже стрми одсек висине 60 метара. У њему се запажа шест смеђих зона, што указује на то, да је зараван формирана из шест етапа. Брег је интересантна форма, пошто је једино узвишење у Бачкој, која је углавном равница. Највиша тачка му је на 128 метара.
У периоду од 1870. па до данас, светло дана угледали су бројни радови научника који су са различитих аспеката истраживали Тителски лесни плато. Многи од њих указују да је у питању веома интересантан објекат, посебно са геоморфолошког аспекта. Тителски брег у ствари представља плато са највећим бројем слојева фосилне земље и лесних хоризоната у нашој земљи.
Наиме реконструкција прилика које су владале током акумулирања лесних наслага указује да се палеоеколошко окружење Тителског брега мењало у распону од тундре до оскудне степе.
Акумулација леса је прекидана у условима топле и влажне интерглацијалне климе, када су формирана фосилна земљишта. Захваљујући томе у лесно-палеоземљишним секвенцама Тителског брега сачуван је поуздан запис за проучавање палеоклиматске и палеоеколошке еволуције током последњих 600.000 година.
Постоје различита гледишта и мишљења о самом постанку Тителског брега. Са једне стране говори се о навејавању леса ветровима са источноевропских степа или западним ветровима са Алпа. Други научници говоре о томе да је овај плато био у вези са Земунско-Сланкаменска, а да се Тиса уливала у Дунав код Мошорина. Према њима Тителски брег је откинути источни део Фрушке горе. Без обзира на опречне ставове, уврежено је мишљење да је Тителски брег најинтересантнија лесна зараван у Средњој Европи.
Дебеле наслаге леса, висок садржај калцијум-карбоната и подземне воде на великим дубинама, предуслови су за процес карстификације. Тако се на овом подручју јављају различити ерозивни облици: предолице, долине, лесне пирамиде, висеће долине, провалије, плећа, поличице, Сурдуц, Глодина, као и двојни облици флувиокарстне ерозије. Од акумулативних облика присутне су плавина, Сливкова, одроње.
Најинтересантније су лесне луткице које се формирају таложењем креча у цевастим шупљинама које су настале продирањем корења биљака у лес. Током одроњавања падина Тителског брега и стварања стрмих одсека оне постају видљиве. Треба поменути и сурдуке, који су настали радом људи у спрези са природним факторима. Пролажењем кола, коња и стоке кроз поједине долине Тителског брега спиран је и уситњаван горњи хумусни хоризонт, те је огољен лес и изложен атмосферским водама што је убрзало карстификацију, а и ветрови су допринели њиховом обликовању. Од укупно 68 сурдука, највећи је Тителски сурдук или Бусија, чија дужина прелази 2 км, а ширина износи и до 250 м.